# Żorniska
Żorniska – wieś na Ukrainie w rejonie jaworowskim należącym do obwodu lwowskiego.
Wieś prawa wołoskiego, położona była w drugiej połowie XV wieku w ziemi lwowskiej województwa ruskiego.
W II Rzeczypospolitej wieś w powiecie gródeckim województwa lwowskiego.
W latach 1944–1945 nacjonaliści ukraińscy z OUN-UPA zamordowali tutaj 15 Polaków.